# Lorenzo De Silvestri
Lorenzo De Silvestri (Róma, 1988. május 23.) olasz válogatott labdarúgó, a Bologna játékosa.